# Peintres femmes 1780-1830. Naissance d’un combat
Peintres femmes 1780-1830. Naissance d’un combat est une exposition présentée du 19 mai 2021 au 25 juillet 2021 au musée du Luxembourg à Paris.

## Contexte
La commissaire d'exposition est Martine Lacas, docteure en histoire et théorie de l’art : « cette exposition questionne le processus d’invisibilisation des peintres femmes à cette époque. Je souhaite montrer que leur absence de visibilité n’est pas due au manque de qualités plastiques de leurs œuvres, ni à leurs conditions sociales, mais plutôt au récit historique (...) Contrairement aux Gender Studies des années 70, mon parti pris est de ne pas envisager ces femmes uniquement au travers de la grille sociologique. Je trouve que parler d’« art féminin » est dangereux car cela nous enferme dans l’essentialisme (...) Le meilleur hommage à accorder à ces femmes est enfin de les considérer comme des peintres ».
Au-delà de la figure connue d'Élisabeth Vigée Le Brun, l'exposition met en lumière d'autres femmes peintres moins connues comme Marguerite Gérard, Marie-Guillemine Benoist, Constance Mayer ou Geneviève Brossard de Beaulieu.